# Prozesskostenvorschuss
Unter dem Begriff Prozesskostenvorschuss wird ein Unterhaltsanspruch gem. § 1360a Abs. 4 BGB bezeichnet, nachdem ein unterhaltsberechtigter Ehegatte gegen seinen Ehepartner einen Anspruch auf Vorschuss von Prozesskosten hat, soweit dabei persönliche Angelegenheiten betroffen sind und dies der Billigkeit entspricht. Ebenso umfasst ist ein entsprechender Anspruch für die Verteidigung in Strafverfahren. Der Anspruch besteht auch im Falle des Getrenntlebens oder einer Scheidung weiter.

## Anspruchsvoraussetzungen

### Persönliche Angelegenheit
Eine abschließende Definition der persönlichen Angelegenheit gibt es nicht, so dass sich nur aus der Rechtsprechung gewisse Einordnungen ergeben. Beispiele für persönliche Angelegenheiten sind der Schutz des räumlich-gegenständlichen Bereichs der Ehe, der Persönlichkeitsschutz, familienrechtliche Statussachen wie z. B. die Klärung von Abstammungsfragen, ein Führerscheinentzug oder eine ausländerrechtliche Ausweisung. Als persönliche Angelegenheit wird auch ein Prozess um den Bestand eines Arbeitsverhältnisses (s. Kündigungsschutzklage) angesehen, in der Regel jedoch nicht Klage aus Zahlung ausstehenden Arbeitslohnes. In der Regel keine persönlichen Angelegenheiten sind solche, die lediglich oder überwiegend nur vermögensrechtlicher Natur sind.

### Billigkeit
Die Billigkeit setzt die Bedürftigkeit des Anspruchsstellers und die Leistungsfähigkeit des Unterhaltspflichtigen voraus. Leistungsfähigkeit des Unterhaltspflichtigen ist dann nicht gegeben, wenn der Unterhaltspflichtige selbst Anspruch auf Prozesskostenhilfe hätte, würde er den Prozess in eigenem Namen führen.
Weiterhin darf die angestrebte Rechtsverfolgung nicht mutwillig sein und muss nach überwiegender Ansicht Aussicht auf Erfolg haben. Die Kriterien ähneln insofern den Voraussetzungen der Prozesskostenhilfe.

## Umfang der Prozesskosten
Umfasst vom Anspruch auf den Prozesskostenvorschuss sind die Gebühren, die vom Gericht und vom ggf. erforderlichen eigenen Rechtsanwalt bereits vor Beginn ihrer Tätigkeit gefordert werden können. Nicht umfasst sind etwaige Kosten der Gegenseite.

## Verhältnis zur Prozesskostenhilfe
Ein bestehender und durchsetzbarer Anspruch auf einen Prozesskostenvorschuss gegen den unterhaltspflichtigen Ehegatten hat Vorrang vor der Bewilligung von Prozesskostenhilfe bzw. Verfahrenskostenhilfe. Ein solcher Anspruch lässt regelmäßig die wirtschaftlichen Voraussetzungen für die Bewilligung von Prozesskostenhilfe entfallen.

## Besonderheiten bei Auslandsbezug
Lebt derjenige, der einen Prozess führen will, im Ausland, so gilt gem. der Regelungen des Internationalen Privatrechts ggf. nicht deutsches Unterhaltsrecht, mit der Folge, dass dann auch kein Anspruch auf einen Prozesskostenvorschuss nach § 1360a Abs. 4 BGB besteht. 

## Prozesskostenvorschuss von Kindern
Nach einhelliger Rechtsprechung haben minderjährige unverheiratete Kinder einen Anspruch auf Prozesskostenvorschuss gegenüber ihren Eltern genauso wie Ehegatten in analoger Anwendung der entsprechenden Regelungen. Ob auch volljährige Kinder Anspruch auf Prozesskostenvorschuss gegen ihre Eltern haben, war lange Zeit umstritten. Der Bundesgerichtshof entschied 2005 in einem Grundsatzurteil, dass auch volljährige Kinder sich auf die Inanspruchnahme von Prozesskostenvorschuss gegenüber ihren Eltern verweisen lassen müssen, sofern sie aufgrund der Fortdauer ihrer Ausbildung noch keine eigene Lebensstellung erreicht haben; dies ergibt sich aus § 1360a IV 1 BGB i. V. m. § 115 ZPO. Hierbei ist allerdings zu berücksichtigen, dass, sofern dem Kind eine Beibringung des Prozesskostenvorschusses nicht zumutbar ist (bspw. bei einem alleinerziehenden Elternteil als feste Bindungsperson, die die Zahlung verweigert), diesem Prozesskostenhilfe zu gewähren ist.

## Sonstiges
Der Prozesskostenvorschuss als zivilrechtlicher Unterhaltsanspruch ist nicht zu Verwechseln mit dem Gerichtskostenvorschuss. Letzterer ist ein gesetzlicher Anspruch der Justizverwaltung auf Zahlung der zu erwartenden Gerichtskosten durch denjenigen, der das Gericht anruft. 